# 蝙蝠侠：致命玩笑
《蝙蝠侠：致命玩笑》（英語：Batman: The Killing Joke）為蝙蝠俠的漫畫之一，DC漫畫出版，由艾倫·摩爾所寫，布萊恩・伯蘭所繪，故事主軸主要為高登及其女芭芭拉被小丑襲擊，而蝙蝠俠挺身而出。故事中間穿插小丑的過去。

## 劇情
一名窮困潦倒的無名工程師辭去化工廠的工作，為了追逐夢想而跑去當一名獨角喜劇演員，然而結果卻是一敗塗地，舞台下的觀眾幾乎無人懂他的笑點。為了安養自己臨盆將近的妻子，工程師答應協助兩名罪犯帶領他們潛入他工作過的化工廠，抄捷徑去洗劫隔壁的撲克牌公司。但在計畫實行前，工程師卻得知他妻子死於觸電意外，悲痛之下的他本來打算退出，但兩名罪犯還是威脅他上陣。
三人來到化工廠後，兩名罪犯讓工程師換上一件紅頭罩的服裝，而工程師卻不知道自己只是被他們利用的替死鬼，好讓他們自己能坐享其成。然而，保全人員趕到後射殺兩名罪犯，而工程師在驚嚇之餘卻剛好撞見前來調查的蝙蝠俠，打算逃跑時不幸掉進工廠底下的化學池中。當他從廢水管被沖到河口時，突然從水中倒影看見白皮膚、紅嘴唇、緑頭髮的自己，由於痛失家人和嚴重毀容的雙重打擊，他霎那間精神崩潰、狂笑不止，從此淪為「小丑」。
時至今日，蝙蝠俠來到阿卡漢精神病院，打算坐下來和小丑談談以結束他們之間長久以來的仇恨，卻發現小丑早已逃之夭夭。之後詹姆斯·高登局長和其女兒芭芭拉在家中遭小丑襲擊，芭芭拉被小丑開槍打穿腰椎，下半身徹底癱瘓。而高登則被帶往一處廢棄的遊樂場，小丑讓他在那裡體驗前所未有的恐懼企圖把他逼瘋。而後蝙蝠俠趕到，發現高登並未如小丑所想的喪失理智，故繼續向前追捕小丑。
蝙蝠俠最後制伏小丑並表示願意協助他回歸正途。小丑回答「太遲了」之後說自己在此時想起一個笑話：「有兩個被關在精神病院的病人企圖逃離，一個人爬到屋頂上時成功跳到了對面，但另一個卻不敢跳。於是，跳過去的病人決定靠手電筒的光芒讓另一個病人走過來，但另一個病人卻回應：你當我瘋了嗎？我走到一半時你就會把手電筒關掉！」
說完後，小丑克制不住地笑起來，蝙蝠俠的嘴角隨之牽動，接著雙方一起哈哈大笑。之後警車來到現場，而兩人的笑聲漸漸地埋沒在警笛之中。

## 小丑的過去
在許多不同版本的作品中，關於小丑過去的出身背景各有差異，《蝙蝠俠：致命玩笑》描繪了其中一個版本，然而他的真實身分依然成謎。
本作描述小丑原本是一個喜劇演員，雖然他相當堅信自己有天份，但是表演卻不盡如人意，而他深愛的太太已經懷了孕，為此小丑不得不鋌而走險接受黑幫的委託，假扮成盜匪紅頭罩前往他曾經在附近工作過的化學工廠行竊。然而就在小丑答應下來之後，警方卻通知他他的妻子已經在一場電瓶走火的離奇意外中死亡。
當他們到達化工廠時，工廠的警備配置已跟當時有所不同，之後突然間蝙蝠俠出現擋在戴著紅頭罩面具而被追殺的小丑面前,而小丑因為過於恐懼而跳下廢棄的化學池之中，起來時發現自己面色慘白、嘴唇血紅、頭髮也變成綠色。在一天內受到妻子過世和巨大毀容的雙重打擊之下，他真正變成蝙蝠俠的死敵。
本篇故事中，小丑表示連他也不確定自己的身世背景為何。他說道：「像那樣的事情發生在我身上過，你知道的。我不確定到底是甚麼，有些時候我記得是這樣，有些時候是另一個；如果我要有一個過去，我偏好說它能是個有好多選項的選擇！」

## 情節核心
小丑透過他的過去確信著一個理念：任何人只要經歷巨大打擊，都會變成瘋子。他認為所有人都一樣，而蝙蝠俠也只是另一個瘋子：「你也曾有過糟糕的一天，我說對了吧？我知道我是對的，我看得出來。你經歷了糟糕的一天，然後一切就從此改變了。要不然你為什麼會穿得像隻會飛的老鼠？」。他槍擊芭芭拉、擄走高登就是想證明這一點，並在以為自己成功的情況下以此質疑蝙蝠俠的心理。但蝙蝠俠在最終對決的時候，告訴小丑關於高登沒有瘋掉的事實，反駁道：「也許只有你是這樣。（Maybe it's just you.）」。而小丑在最後所講的笑話，讓蝙蝠俠首次跟他一起大笑。

## 影響
本作雖然只是個獨立短篇，但其內容卻對蝙蝠俠漫畫之後的劇情造成了極大的影響。其中芭芭拉·高登下半身癱瘓後退出了第一線不再擔任蝙蝠女孩，轉到幕後以「神諭」（Oracle）為代號操控電腦替蝙蝠俠收集情報。直到新52重啟了世界觀修正了此事為止。

## 其他媒體

### 動畫電影
- 《蝙蝠俠：致命玩笑》（2016）：由本作漫畫改編，加上部分原創劇情。

### 電子遊戲
- 《蝙蝠俠：阿卡漢瘋人院》：本作的時間點可以判定是在致命玩笑事件後發生的，像是蝙蝠俠聯絡芭芭拉時，她所使用的代號為「神諭」，蝙蝠俠第二次在會客室與小丑透過電視對話時，小丑會說出致命玩笑事件最後時所說過的笑話，並說出蝙蝠俠已經聽過之類的等等事證[2]。
- 《蝙蝠俠：阿卡漢城市》：小丑在本作中與雨果·史特蘭奇的會面錄音裏，對他重述了一次致命玩笑事件的過程，但他的故事最終沒有被雨果採信[3]。
- 《蝙蝠俠：阿卡漢騎士》：在稻草人的毒氣與蝙蝠俠體內小丑毒血的雙重影響下，蝙蝠俠看到了小丑槍擊芭芭拉的過程。而在該作的DLC：蝙蝠女：家務事（Batgirl: A Matter of Family）中，小丑將高登局長綁架後就關在一處遊樂場中，並試圖逼瘋對方。

## 翻譯
- 劉維人譯：《蝙蝠俠：致命玩笑》，臺北：木馬文化，2022年。
- 《蝙蝠俠：致命玩笑》，北京：世界圖書，2014年。

## 外部連結
- The Killing Joke
- ISBN 978-1-4012-1667-2